# Alexandre Moreno
Alexandre Moreno Lopera (San Sadurní de Noya, Barcelona, 8 de junio de 1993) es un futbolista español. Juega de defensa y su equipo es el Aston Villa F. C. de la Premier League.

## Trayectoria
Nacido en San Sadurní de Noya, Barcelona, Cataluña, se inició en el fútbol en la cantera local del F. C. Vilafranca. En abril de 2011 firmó con el F. C. Barcelona, donde jugó en el Juvenil A durante la temporada 2011-12. Sin embargo, a pesar de ser un titular habitual, se convirtió en agente libre al finalizar la temporada.
En julio de 2012, Moreno firmó con la U. E. Llagostera, que en aquel momento competía en Segunda División B. Durante la temporada 2012-2013 participó en 27 partidos (12 como titular, 1333 minutos jugados) y marcó dos goles.
El 4 de julio de 2013 firmó con el R. C. D. Mallorca. Jugó su primer partido profesional el 18 de agosto, en una derrota por 0-4 como visitante contra el C. E. Sabadell F. C.. Anotó su primer gol como profesional el 4 de enero del año siguiente, en un partido ante la U. D. Las Palmas con resultado final de 2-2.
El 15 de julio de 2014 firmó un contrato de cuatro años con el Rayo Vallecano. Tras no contar con muchos minutos en su debut en Primera División, jugó cedido en el Elche C. F. durante la campaña 2015-16. Regresó al Rayo Vallecano tras su descenso, consolidándose en el once titular del equipo madrileño. El 27 de mayo de 2018 fue el autor del gol que significó la victoria por 1-0 ante el C. D. Lugo en el Estadio de Vallecas y que supuso el séptimo ascenso de su equipo a la primera categoría del fútbol español.
El 21 de agosto de 2019 se hizo oficial su fichaje por el Real Betis Balompié con el que se vinculó por cinco años. En las tres temporadas y media que defendió la camiseta verdiblanca, jugó 122 partidos, marcó seis goles y contribuyó a conseguir la Copa del Rey en 2022.
El 11 de enero de 2023 se hizo oficial su traspaso al Aston Villa F. C. En año y medio jugó cerca de cincuenta partidos, ayudando al equipo a clasificarse para jugar la Liga de Campeones de la UEFA, antes de ser cedido en agosto de 2024 al Nottingham Forest F. C.

## Estadísticas

### Clubes
Actualizado al último partido disputado el 12 de abril de 2025.
| Club                               | Div.          | Temporada     | Liga  | Liga  | Copas nacionales | Copas nacionales | Copas internacionales | Copas internacionales | Total | Total |
| Club                               | Div.          | Temporada     | Part. | Goles | Part.            | Goles            | Part.                 | Goles                 | Part. | Goles |
| ---------------------------------- | ------------- | ------------- | ----- | ----- | ---------------- | ---------------- | --------------------- | --------------------- | ----- | ----- |
| U. E. Llagostera · España          | 2.ª B         | 2012-13       | 27    | 2     | 4                | 0                | —                     | —                     | 31    | 2     |
| U. E. Llagostera · España          | Total club    | Total club    | 27    | 2     | 4                | 0                | 0                     | 0                     | 31    | 2     |
| R. C. D. Mallorca · España         | 2.ª           | 2013-14       | 31    | 2     | 1                | 0                | —                     | —                     | 32    | 2     |
| R. C. D. Mallorca · España         | Total club    | Total club    | 31    | 2     | 1                | 0                | 0                     | 0                     | 32    | 2     |
| Rayo Vallecano · España            | 1.ª           | 2014-15       | 11    | 0     | 2                | 1                | —                     | —                     | 13    | 1     |
| Elche C. F. · España               | 2.ª           | 2015-16       | 40    | 2     | 1                | 0                | —                     | —                     | 41    | 2     |
| Elche C. F. · España               | Total club    | Total club    | 40    | 2     | 1                | 0                | 0                     | 0                     | 41    | 2     |
| Rayo Vallecano · España            | 2.ª           | 2016-17       | 37    | 4     | 1                | 0                | —                     | —                     | 38    | 4     |
| Rayo Vallecano · España            | 2.ª           | 2017-18       | 40    | 3     | 0                | 0                | —                     | —                     | 40    | 3     |
| Rayo Vallecano · España            | 1.ª           | 2018-19       | 36    | 1     | 0                | 0                | —                     | —                     | 36    | 1     |
| Rayo Vallecano · España            | Total club    | Total club    | 124   | 8     | 3                | 1                | 0                     | 0                     | 127   | 9     |
| Real Betis Balompié · España       | 1.ª           | 2019-20       | 31    | 0     | 2                | 1                | —                     | —                     | 33    | 1     |
| Real Betis Balompié · España       | 1.ª           | 2020-21       | 23    | 0     | 2                | 0                | —                     | —                     | 25    | 0     |
| Real Betis Balompié · España       | 1.ª           | 2021-22       | 30    | 5     | 8                | 0                | 7                     | 0                     | 45    | 5     |
| Real Betis Balompié · España       | 1.ª           | 2022-23       | 15    | 0     | 0                | 0                | 4                     | 0                     | 19    | 0     |
| Real Betis Balompié · España       | Total club    | Total club    | 99    | 5     | 12               | 1                | 11                    | 0                     | 122   | 6     |
| Aston Villa F. C. Inglaterra       | 1.ª           | 2022-23       | 19    | 0     | ―                | ―                | ―                     | ―                     | 19    | 0     |
| Aston Villa F. C. Inglaterra       | 1.ª           | 2023-24       | 21    | 2     | 3                | 0                | 5                     | 1                     | 29    | 3     |
| Aston Villa F. C. Inglaterra       | Total club    | Total club    | 40    | 2     | 3                | 0                | 5                     | 1                     | 48    | 3     |
| Nottingham Forest F. C. Inglaterra | 1.ª           | 2024-25       | 15    | 0     | 4                | 0                | ―                     | ―                     | 19    | 0     |
| Nottingham Forest F. C. Inglaterra | Total club    | Total club    | 15    | 0     | 4                | 0                | 0                     | 0                     | 19    | 0     |
| Total carrera                      | Total carrera | Total carrera | 376   | 21    | 28               | 2                | 16                    | 1                     | 420   | 24    |
| 1. 2.                              |               |               |       |       |                  |                  |                       |                       |       |       |

## Palmarés

### Títulos nacionales
| Título           | Club                | País   | Año     |
| ---------------- | ------------------- | ------ | ------- |
| Segunda División | Rayo Vallecano      | España | 2017-18 |
| Copa del Rey     | Real Betis Balompié | España | 2021-22 |